# Abborrtjärnen (Bodums socken, Ångermanland, 710095-152888)
Abborrtjärnen är en sjö i Strömsunds kommun i Ångermanland och ingår i Ångermanälvens huvudavrinningsområde. Sjön har en area på 0,0515 kvadratkilometer och ligger 252,6 meter över havet.

## Delavrinningsområde
Abborrtjärnen ingår i det delavrinningsområde (710069-152872) som SMHI kallar för Mynnar i Lesjön. Medelhöjden är 255 meter över havet och ytan är 3,64 kvadratkilometer. Räknas de 3 avrinningsområdena uppströms in blir den ackumulerade arean 12,69 kvadratkilometer. Älgbodbäcken som avvattnar avrinningsområdet har biflödesordning 4, vilket innebär att vattnet flödar genom totalt 4 vattendrag innan det når havet efter 174 kilometer. Avrinningsområdet består mestadels av skog (95 procent). Avrinningsområdet har 0,05 kvadratkilometer vattenytor vilket ger det en sjöprocent på 1,4 procent.